# Unabhängiger Verwaltungssenat
Die Unabhängigen Verwaltungssenate (UVS) in Österreich waren in den Bundesländern auf Grundlage des (mit Ablauf des 31. Dezember 2013 außer Kraft getretenen) Art. 129a des Bundes-Verfassungsgesetzes (B-VG) eingerichtete Behörden, denen die Kontrolle der Verwaltungstätigkeit zukam.

## Gründung der Unabhängigen Verwaltungssenate
Die Senate wurden durch eine Verfassungsänderung im Jahr 1988 und entsprechende Landesgesetze eingerichtet. Die Unabhängigen Verwaltungssenate nahmen ihre Tätigkeit mit 1. Jänner 1991 auf. Die Einführung der UVS war erforderlich, weil die Art. 5 und 6 der Europäischen Menschenrechtskonvention (EMRK) bis zu diesem Zeitpunkt nicht erfüllt waren. So konnte eine Verwaltungsstrafbehörde auch Freiheitsstrafen verhängen, ohne dass eine umfassende Nachprüfung der Entscheidung durch eine gerichtliche Instanz vorgesehen war. Die Straferkenntnisse konnten nämlich nur durch Berufung an die übergeordnete Verwaltungsbehörde angefochten werden. Die im Bundes-Verfassungsgesetz vorgesehene Möglichkeit, den in oberster Instanz ergangenen Bescheid einer Verwaltungsbehörde beim Verwaltungsgerichtshof und beim Verfassungsgerichtshof Beschwerde zu führen, reichte zur Umsetzung der Vorgaben der Europäischen Menschenrechtskonvention nicht aus, da diese Gerichte etwa die Tatsachenfeststellung der Verwaltungsstrafbehörde nicht überprüfen konnten.
Mit der Gründung der Unabhängigen Verwaltungssenate sollte dieses Problem behoben werden: in Verwaltungsstrafsachen (und in anderen durch Gesetz in die Zuständigkeit der Unabhängigen Verwaltungssenate verwiesenen Angelegenheiten) war eine Berufung an den Unabhängigen Verwaltungssenat möglich, der einerseits eine gerichtsähnliche Unabhängigkeit aufwies, und andererseits (anders als Verwaltungs- und Verfassungsgerichtshof) zur umfassenden Nachprüfung des Bescheids berechtigt war.

## Zuständigkeit
Zu ihren Zuständigkeiten gehörten die Entscheidung über Berufungen in Verwaltungsstrafverfahren (mit Ausnahme von Finanzstrafsachen des Bundes, die zuletzt in die Zuständigkeit des Unabhängigen Finanzsenats fielen), die Entscheidung über Beschwerden gegen die Ausübung unmittelbarer verwaltungsbehördlicher Befehls- und Zwangsgewalt (Maßnahmenbeschwerde) sowie die Entscheidung über Berufungen in sonstigen verwaltungsrechtlichen Angelegenheiten, die durch Gesetz in seine Zuständigkeit übertragen wurden (Entziehungen der Lenkberechtigung, Genehmigungen von Betriebsanlagen, Apothekenkonzessionen usw.). Die UVS wurden verfassungsrechtlich als Verwaltungsbehörden eingerichtet, die allein auf Grundlage der Gesetze entschieden, ohne an Weisungen der politischen Verwaltung gebunden zu sein. Es handelte sich daher um „gerichtsähnliche Verwaltungsbehörden“, die den Mindestanforderungen der Europäischen Menschenrechtskonvention (EMRK) und dem Recht der Europäischen Union als Tribunal entsprachen. Als Verwaltungsbehörde entschied der UVS durch Bescheid (Berufungserkenntnis), nicht durch Urteil. Gegen die Entscheidungen des UVS waren – wie gegen Entscheidungen aller anderen Verwaltungsbehörden – Beschwerden an den Verfassungsgerichtshof und den Verwaltungsgerichtshof möglich. 
Die Mitglieder der UVS waren keine Richter, sondern von den Landesregierungen (zum Teil auf Zeit) ernannte Beamte mit richterlichen Aufgaben.
Aufgrund der im Jahr 2012 beschlossenen Verwaltungsgerichtsbarkeits-Novelle 2012 wurden mit 1. Jänner 2014 die Unabhängigen Verwaltungssenate aufgelöst und durch die Landesverwaltungsgerichte ersetzt.